# Organic Movement
Organic movement is een politieke actiegroep in Suriname die sinds midden juli 2022 dagelijks protesten heeft gehouden tegen de regering-Santokhi
President Santokhi heeft de leiders van de actiegroep uitgenodigd tot een gesprek.
De dag daarvoor verklaarden de leiders van de beweging Maisha Neus, Sergio Gentle, Raoul Hellings echter op een persconferentie dat zij pas bereid zijn te praten als drie van hun eisen ingewilligd zijn.

## De eisen
De eisen draaiden onder meer om benoemingen van vrienden en verwanten van bewindslieden in hoge posten bij staatsbedrijven, met name van mevrouw Mellisa Santokhi-Seenacherry, de echtgenote van de president en meneer Leo Brunswijk, de broer van de vicepresident. Daarnaast waren er een zestal andere eisen over onderwerpen die varieerden van het verlagen van energie- en waterprijzen tot schandalen bij gronduitgifte en de centrale bank en het vraagstuk van seksueel molest op de werkvloer. De president werd per brief hierover geïnformeerd. 
Na een vergadering van de VHP-top werd gemeld dat presidentsvrouw alle functies neerleggen zal. Terwijl vicepresident Brunswijk verklaarde dat zijn broer maar een functie in staatsbedrijven zal behouden en alle andere neerleggen, bleek een maand later dat hij nog steeds vijf functies had. In het televisieprogramma Mmanten Taki op STVS zei Leo Brunswijk in in relatie tot de protestleiders: "Mensen die lopen te bedelen om posten kunnen niet voor Leo Brunswijk komen bepalen wat er met Leo Brunswijk gaat gebeuren."
Op 2 augustus werd door de president bekendgemaakt dat de omstreden landuitgiften van het Sabaku-project opgeschort worden. Eerder werd bekendgemaakt dat dubbele functies in parastatale instellingen stopgezet gaan worden. De acties van Organic Movement zijn, mede door de concessies uit de politiek, duidelijk op hun retour en Raoul Hellings had aangegeven dat er voorlopig geen straatacties meer zouden zijn. Maar nadat bekend werd dat Sergio Gentle en Raoul Hellings beide hun posities als politie-inspecteurs gingen verliezen, riep Maisha Neus alsnog op tot meer protest. De opkomst viel tegen; er waren slechts enkele tientallen demonstranten. Een demonstratie bij de assemblee, ook met beperkte opkomst,  resulteerde in een ernstige waarschuwing van de politie omdat er met eieren naar ze gegooid werd.

## Bouterse en de NDP
De actiegroep heeft verklaard dat op 29 juli 2022 er geen acties zouden zijn omdat zij een confrontatie met de NDP uit de weg zouden willen gaan. Die dag ging de zaak tegen de voormalige president Bouterse voor zijn aandeel in de zogenaamde decembermoorden in 1982 in hoger beroep bij het Hof van Justitie
Eerder verklaarde de voormalige president de doelstellingen van de actievoerders van Organic Movement te ondersteunen, maar hij riep wel zijn volgelingen op zich bij acties niet in de bekende paarse partijkleuren te hullen.
In kringen van de regeringpartij VHP worden de acties van de actiegroep als niets anders gezien dan als pogingen tot intimidatie en opruiing van de kant van Bouterse en zijn partij. Met name het gooien van enige molotovcocktails door de demonstranten naar het gebouw van Stichting De Olifant wordt daar als bewijs van gezien.

## Leiders

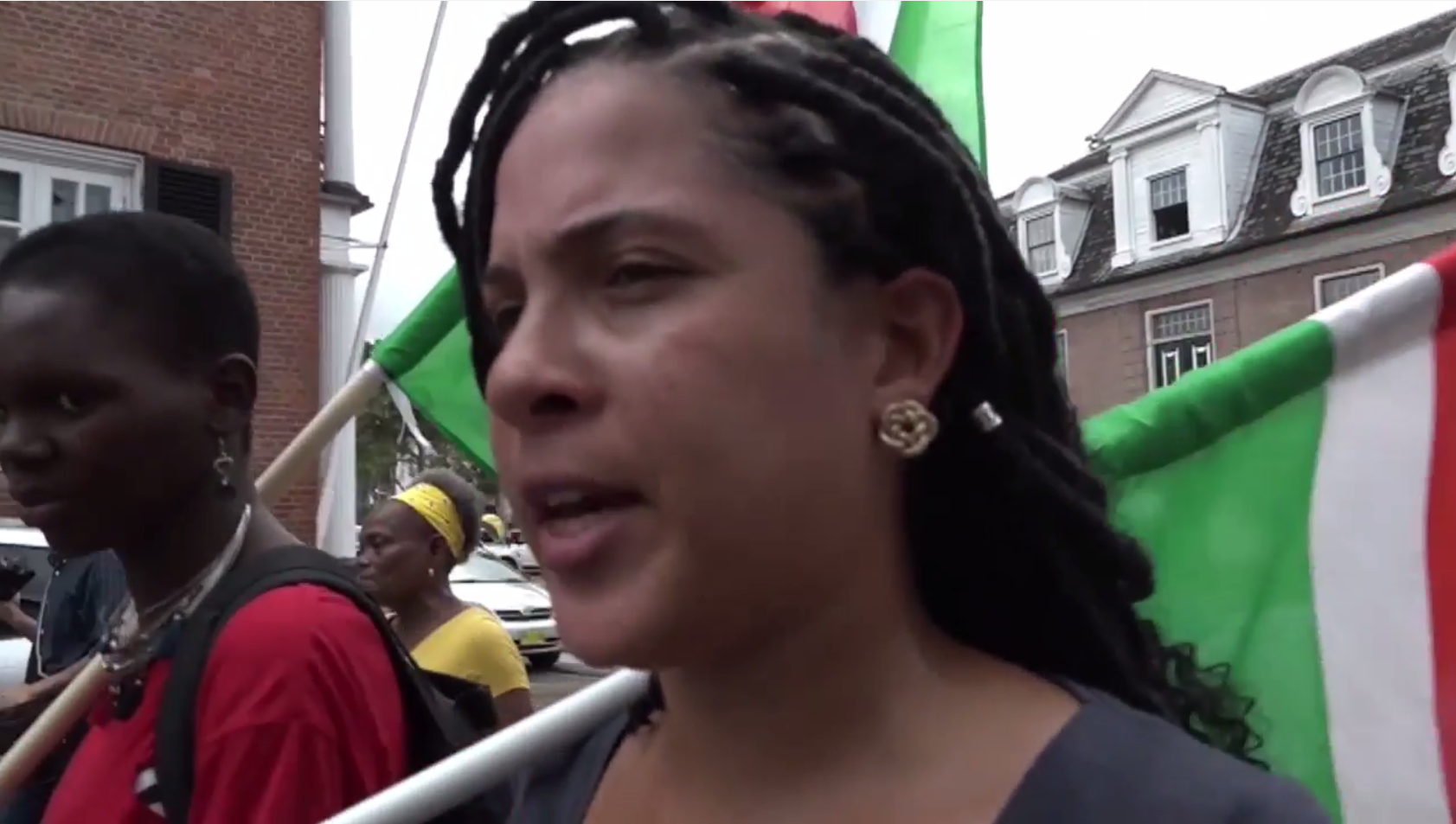
Maisha Neus in 2017

Twee van de leiders, Sergio Gentle en Raoul Hellings, zijn op twee na hoogste rang politieambtenaren. Hellings kwam eerder in het nieuws in 2021 toen hij ervan beschuldigd werd als "topadviseur" van de Surinaamse Politiebond een misleidend en lasterlijk bericht rondgestuurd te hebben over een dubbel salaris dat Shivanad Ramlall als commissaris van politie en directeur van het Directoraat Nationale Veiligheid (DNV) ontvangen zou hebben. Op 13 mei 2022 werd hij door de kortgedingrechter veroordeeld om zijn uitspraken over Calvin Baank een functionaris bij het Openbaar Ministerie waarvan hij beweerd had dat hij door Nederland gezocht werd.
Op 18 juli, de eerste dag van de acties, trachtten de betogers om het Kabinet van de President te bestormen en barricadeerden ze drukke wegen. Beide politieambtenaren werden op 1 augustus uit functie gezet, vanwege ernstig plichtverzuim, en twee weken later geschorst. Ze waren twee weken zonder opgaaf van reden niet op hun werk verschenen, sinds ze door de commissaris van politie, Omar Terborg, waren opgeroepen om zich te melden. In een verklaring in het parlement verklaarde Minister Amoksi dat beide mannen zich ziek hadden gemeld, terwijl ze in werkelijkheid een demonstratie hielden waar geen vergunning voor aangevraagd was en daarbij dienstwagens oneigenlijk gebruikt. Protest kwam er voornamelijk van de kant van Bouterses NDP. Assembleelid Melvin Bouva (NDP) stelde dat er sprake was van dictatuur en rancune.
Andere leiders zijn Maisha Neus, Dave van Aerde en Marleen Cameron. Maisha Neus maakte deel uit van de beweging Wij Zijn Moe die demonstreerde tegen de regering-Bouterse II. Ze richtte de politieke partij STREI! op maar behaalde tijdens de verkiezingen geen zetels. Later werd ze presentator van het online tv-kanaal D-TV. Na haar interview met acteur, theatermaker en cannabispromotor Van Aerde, startte die in 2021 zijn De Dave Podcast, dat bekend staat om zijn vulgaire taalgebruik. Marleen Cameron is afgestudeerd in marketingcommunicatie. Ze leidde in 2021 het promotieteam van Poetini Atompai in de bestuursverkiezingen van de Surinaamse Politiebond (SPB); Atompai won hierbij van Raoul Hellings. Cameron, Atompai en Hellings vormden in april 2022 de coalitie die het zittende bestuur van de Surinaamse Voetbal Bond (SVB) af probeerde te zetten.

## De politiebond
De Surinaamse Politiebond (SPB) heeft gedreigd met acties als er 'represaillemaatregelen' getroffen worden tegen Hellings en Gentle die eerder wel hun dienstvoertuigen moesten inleveren. Zij eisen ook dat minister van Justitie en Politie, Kenneth Amoksi (van ABOP) moet aftreden. Er is echter ook de groep politieofficieren onder leiding van inspecteur Milton Kensmil die geprotesteerd heeft tegen de gang van zake bij de bond en de beslissing van de bond nietig wil laten verklaren,